# Какветіо (мова)
Какветіо — вимерла підсім'я аравацьких мов. Мовами говорили вздовж берегів озера Маракайбо, у прибережній частині сучасного штата  Фалькон, та на нідерландських островах Аруба, Бонайре, Кюрасао.
Відомо, що какветіо та хірахара говорили однією мовою, та що їхні культури між собою схожі. Мову какветіо називають «мовою-примарою», тому що від неї практично не залишилося слідів. Залишилася лише назва, що збереглася в текстах XVII століття.
Вимерла у 1862 році, коли в Арубі вмер останній її носій, Ніколаас Піклас.

## Назва
Термін kakïtho, що використовують локоно на позначення "людей" або "живих істот", що має ширше значення ніж loko, свого часу став значним відкриттям. Локонське "kakïtho" походить від слова kaketío з мови какветіо, що своєю чергою походить від приандських аравацьких слів, що перекладаються як "особа". У мовах піро та ірупіна відповідно слово "люди" звучить як kaxiti та kakiti. Через таку поширеність слова умовній сім'ї, вважається, що це слово походить від прааравацької мови. Існує думка, що назва "какветіо" походить від річки Какета. Хибна вимова "Caiquetio" (правильно "Caquetío") походить зі старого іспанського документа.
У XVI–XVII століттях, дослідження та вивчення тубільних мов не мало систематичного характеру. Не збереглося документів, які б засвідчували синтаксис або граматику тодішніх аравацьких мов. Лише наприкінці XVIII лінгвісти почали досліджувати та класифікувати аравацькі мови.

## Походження
Після 5 тисячоліття до нашої ери, гіпотетична протоекваторіальна мова з'явилась у Перу та Еквадорі, біля річок Мадре-де-Дьйос та Укаялі, поблизу витоку Амазонки. Потім ця мова розділилась на дві сім'ї мов: тупі-гуарані, у народів, що пішли на південь, та аравацькі, у народів, що пішли на північ. У приблизно 3500 році до н.е., прааравацька мова утворилась в регіоні Амазонки та північних джерел Ріу-Негру.
У 3 тисячолітті до нашої ери, носії прааравацької мігрували вздовж Ріу-Негру. Згодом, через канал Касік'яре вони дібрались річки Ориноко та оселились там. Внаслідок цієї міграції прааравацька поширилась, сформувалась прамайпурська мова.
Приблизно у 1500 році до н.е., ці люди прибули до Середнього Ориноко та околиць річки Мета, де згодом розділились на підгрупи. Зокрема, утворилась прамова північної групи аравацьких мов, з якої й походить Какветіо. Ці підгрупи розійшлись у різні боки з Середнього Ориноко. Деякі вирушили на захід річкою Мета до Венесуельських Анд та Колумбії, де потім утворились мови гуахіро та параухано.
Інші продовжили рухатись вздовж течії Ориноко, та оселились у Гвіані та островах Вест-Індії. Таким чином утворилась аравацька мова (також відома як локоно) та мова іньєрі, якою стали говорити кариби, що жили на Малих Антильських островах. Прото-північні араваки, що оселились на Великих Антильських островах стали говорити нині вимерлою мовою таїно.
Близько 500 року до н.е., носії групи мов какветіо відокремились від населення Середнього та Верхнього Ориноко, мігрували вздовж річки Апуре, та вирушили на північний захід Венесуели. Зрештою, вони дістались островів Аруба, Бонайре та Кюрасао. В той самий час так само утворились окремі інші групи (кариби, локоно, таїно), що мігрували з Ориноко до Карибів.

## Лексика
Лексика північнозахідної Венесуели походить з аравацьких спільнот, що жили вздовж узбережжя штату Фалькон та півострова Гуахіра. Народи вайю спілкуються мовою гуахіро, а от мова параухано, котрою раніше говорили параухано/анью, вже вимерла. З приходом європейців, утворилась панівна мова какветіо. Вздовж берега Фалькону багато місць та імен місцевих досі походять з какветіо, а також в Арубі, Кюрасао та Бонайре. Мовою какветіо говорили не тільки на островах, а також вздовж узбережжя Венесуели, зокрема у Португесі, Яракуй, біля річки Апуре (штати Фалькон, Лара). Мова занепала, бо тубільне населення зменшувалось у часи іспанського панування. Какветіо слабо вплинула на мову пап'яменто, втім у пап'яменто лишились кілька запозичених слів із какветіо.
Тубільні назви переважають в окремих регіонах Аруби, як-от Сасірівічі на північному заході, біля Каліфорнійського маяка, також поширені у вкритих пагорбами частинах східної Аруби, від Кашіунті, Хуліба, Ківарку до Коашіаті або Хаманота[уточнити переклад], і на північному березі між Андікурі та Ораньєстадом. Значна кількість слів какветіо, присутніх у пап'яменто, пов'язані із місцевою флорою та фауною, котра була невідома європейським поселенцям та рабам з Африки, що заселили острів на початку XVI століття.